# Zagrebački električni tramvaj
Zagrebački električni tramvaj, förkortat ZET (svenska: Zagrebs elektriska spårvägar), ansvarar för kollektivtrafiken i Kroatiens huvudstad Zagreb. ZET tillhandahåller över 120 busslinjer, 19 spårvagnslinjer (15 dagtid och 4 nattetid), en kabinbana och en bergbana. Tidigare tillverkade ZET sina egna spårvagnar men idag är produktionen nerlagd och de senaste vagntyperna tillverkas av ett kroatiskt konsortium vid namn Crotram.

## Spårvagnstrafik
För Zagrebs spårvagnstrafik se Zagrebs spårvägar.